# Colonia Seis de Julio
Colonia Seis de Julio är en ort i Mexiko.   Den ligger i kommunen Gómez Palacio och delstaten Durango, i den centrala delen av landet, 800 km nordväst om huvudstaden Mexico City. Colonia Seis de Julio ligger 1 116 meter över havet och antalet invånare är 308.
Terrängen runt Colonia Seis de Julio är huvudsakligen platt, men västerut är den kuperad. Runt Colonia Seis de Julio är det tätbefolkat, med 308 invånare per kvadratkilometer. Närmaste större samhälle är Gómez Palacio, 17,8 km söder om Colonia Seis de Julio. Omgivningarna runt Colonia Seis de Julio är i huvudsak ett öppet busklandskap.